# Steve Craven
Steve Craven (sinh ngày 17 tháng 9 năm 1957, Birkenhead) là một cầu thủ bóng đá thi đấu ở vị trí tiền vệ cho Tranmere Rovers và Crewe Alexandra.